# فسفاتيديل كولين

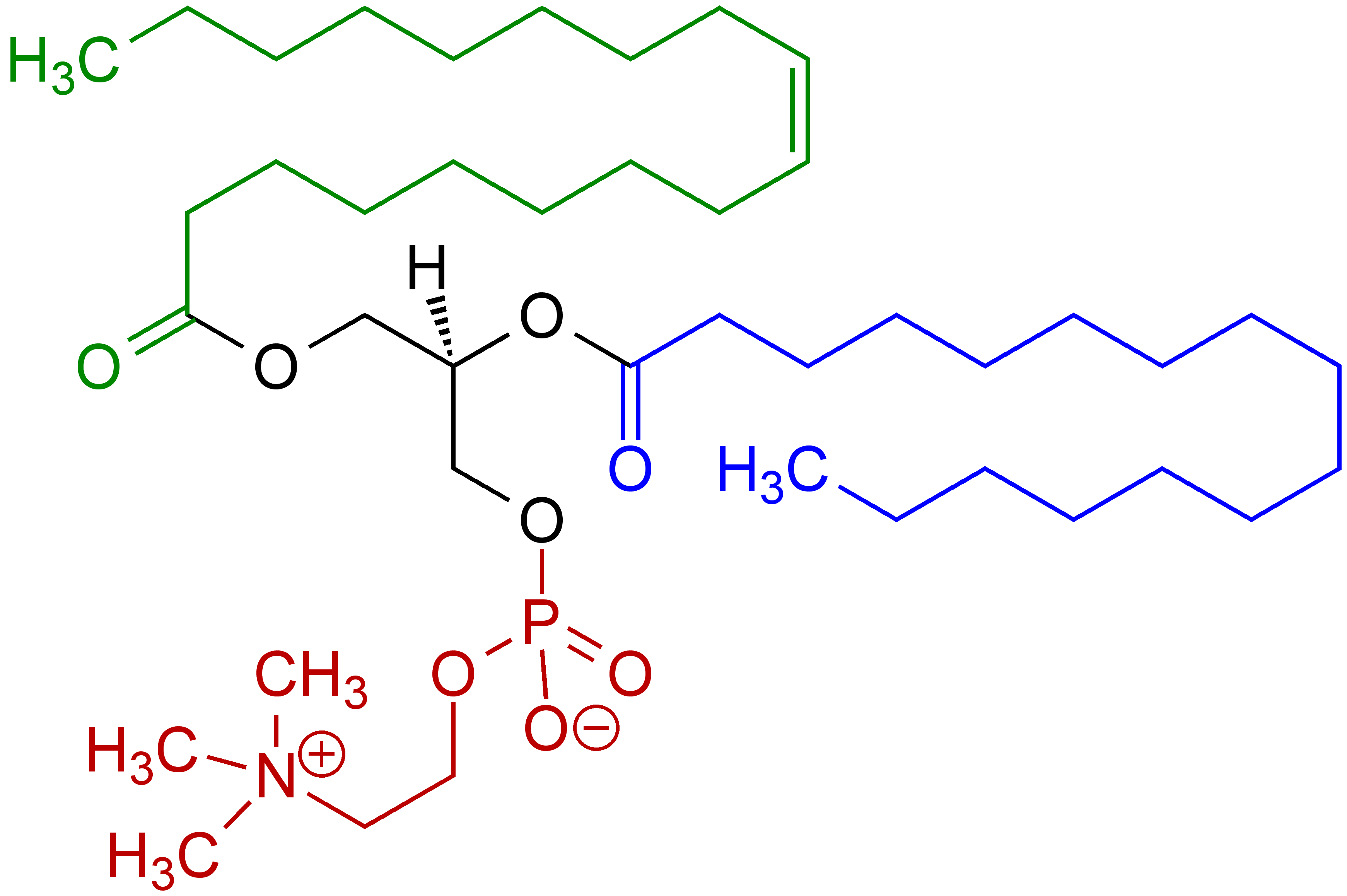
1-Oleoyl-2-palmitoyl-phosphatidylcholine

فُسْفاتِيدِيل كُولِين (بالإنجليزية: Phosphatidylcholines (PC))‏ هو نوع من الشحوم الفُسْفُورِيّة يشتمل على الكولين مرتبط بحمْض الفُسفاتيديك؛ وهو مكوّن رئيسي لأغشية الخلايا، ويمكن الحصول عليه بسهولة من مجموعة متنوعة من المصادر المتاحة، مثل صفار البيض أو فول الصويا، والتي يتم استخراجه منها ميكانيكياً أو كيميائياً باستخدام الهكسين. ويوجد أيضا في مجموعة الليسيثين المتكونة المواد الدهنية الصفراء-البنيوية التي توجد في الأنسجة الحيوانية والنباتية. ديبالموتويل فُسْفاتِيدِيل كولين (a.k.a. lecithin) هو مكون رئيسي من مكونات الفاعل بالسطح الرئوي وكثيراً ما يستخدم في نسبة L/S لحساب نضج رئة الجنين. في حين توجد فُسْفاتِيدِيل كولين في جميع الخلايا النباتية والحيوانية، فهي غائبة في أغشية معظم البكتيريا، بما في ذلك الإشريكية القولونية. كما يتم إنتاج الفوسفاتيديل كولين المنقى تجاريا.
تم تعريف الاسم «ليسيثين» في الأصل من اليونانية الليكثوس (λεκιθος، صفار البيض) بواسطة تيودور نيكولاس غوبلي، وهو كيميائي وصيدلي فرنسي في منتصف القرن التاسع عشر، قام بتطبيقه على صفار البيض فوسفاتيديل كولين الذي حدده في عام 1847. غوبلي في نهاية المطاف وصف تماما الليسيثين له من وجهة نظر الهيكلية الكيميائية، في عام 1874. الفوسفاتيدالكولينات هي عنصر رئيسي في الليسيثين أنه في بعض السياقات تستخدم المصطلحات أحيانا كمرادفات. ومع ذلك، تتكون مقتطفات الليسيثين من خليط من فسفاتيديل كولين ومركبات أخرى. نشرت وسائل الإعلام أنه يستخدم جنبا إلى جنب مع توروكولات الصوديوم في التغذية البيولوجية في حالة صوم لدراسات ذَوَبان الأدوية المحبة للدهون.
الفوسفاتيديل كولين هو مكون رئيسي من أغشية الخلايا ومؤثر سطحي رئوي، وهو أكثر شيوعا في النشريات الخارجية أو غشاء الخلية الخارجي. ويعتقد أنه يتم نقله بين الأغشية داخل الخلية بواسطة بروتين نقل الفوسفاتيديل كولين (PCTP).
كما يلعب الفوسفاتيديل كولين دورًا في تشوير الخلايا عبر الغشاء وتفعيل أنزيمات أخرى من PCTP.

## معرض صور

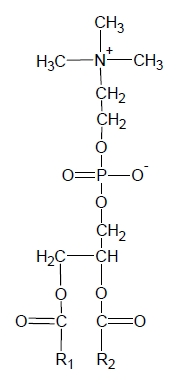

## وصلات خارجية
- Phosphatidylcholines في المكتبة الوطنية الأمريكية للطب نظام فهرسة المواضيع الطبية (MeSH).

- http://www.kvue.com/news/top/stories/110507kvuelipodissolve-mm.1e0189bdb.html